# Zdzisław Dywan
Zdzisław Dywan (ur. 22 kwietnia 1951 w Malborku, zm. 18 maja 2020 w Lublinie) – polski filozof, logik, dr hab.

## Życiorys
Był synem Kazimierza i Zofii. W 1974 ukończył studia na Wydziale Filozofii KUL (Sekcja Filozofii Teoretycznej), w 1977 obronił pracę doktorską, a habilitował się w 1986 r.
Współtwórca i wieloletni kierownik Katedry Podstaw Informatyki na Wydziale Filozofii KUL. Był autorem kilkunastu artykułów głównie z zakresu logiki formalnej.
Jego zainteresowania naukowe obejmowały takie zagadnienia jak logika formalna, logika programowania, historia logiki, zastosowania informatyki w ekonomii.